# Oecobius marathaus
Espèce
Synonymes
- Oecobius reefi Saaristo, 1978
- Oecobius inopinatus Wunderlich, 1995

Oecobius marathaus est une espèce d'araignées aranéomorphes de la famille des Oecobiidae.

## Distribution
Cette espèce est originaire d'Afrique tropicale.
Elle a été introduite au Brésil, sur l'île de l'Ascension, à Sainte-Hélène, à Madagascar, en Inde, au Laos, à Taïwan, au Japon et en Australie au Queensland.

## Description
La femelle holotype mesure 1,90 mm.

## Systématique et taxinomie
Cette espèce a été décrite par Tikader en 1962.
Oecobius reefi a été placée en synonymie par Saaristo en 1997.
Oecobius inopinatus a été placée en synonymie par Santos et Gonzaga en 2003.

## Publication originale
- Tikader, 1962 : « Studies on some spiders of the genus Oecobius (family Oecobiidae) from India. » Journal of the Bombay Natural History Society, vol. 59, p. 682-685.